# Катречко, Ольга Леонидовна
Ольга Леонидовна Катре́чко (17 июля 1951, Тамбов  — 17 июля 2011, Дубна) — российский переводчик польской литературы.

## Биография
Закончила  славянское отделение  филологического факультета МГУ им. М.В.Ломоносова (1976) по специальности польский язык и литература.
Работала:
с 1976 - 1981 гг. - гид-переводчик в ГУ по иностранному туризму "Интурист";
с 1981 - 1985 гг. - редактор в польской редакции в "Главлите";
с 1986 - 1992 гг. - преподаватель польского языка в Дипломатической академии МИД СССР
с 1992 -  2011гг. - преподаватель польского языка в Институте лингвистики Российского государственного гуманитарного университета РГГУ и на курсах польского языка при Польском культурном центре в Москве.  и на курсах польского языка при Польском культурном центре в Москве (1992 - 2011).
Первый перевод опубликовала в 2002.
Являлась постоянным участником семинара переводчиков польской литературы "Трансатлантик" под руководством К.Я.Старосельской.
Похоронена на Долгопрудненском кладбище. Перезахоронена на Новолюберецком кладбище в 2016 году.

## Переводы
Переводила современную польскую прозу и драматургию. В переводе О.Катречко опубликованы произведения Катажины Грохоли, Ольги Токарчук, Чеслава Милоша, Корнеля Филиповича, Тадеуша Ружевича, Станислава Лема, Януша Вишневского, Ежи Сосновского и других.
КНИГИ
1. Катажина ГРОХОЛЯ «Никогда в жизни!» [Пер. с польского О.Л.Катречко], 288 стр., Москва, АСТ, 2002
Katarzyna Grochola „Nigdy w życiu!”, W.A.B., 2001
2. Катажина ГРОХОЛЯ «Сердце в гипсе» [Пер. с польского О.Л.Катречко], 304 стр., Москва, АСТ, 2003 г.
Katarzyna Grochola „Serce na temblaku”, W.A.B., 2002
3. Катажина ГРОХОЛЯ «Я вам покажу!» [Пер. с польского О.Л.Катречко], 320 стр., Москва, АСТ, 2005
Katarzyna Grochola „Ja wam pokażę!”, W.A.B., 2004
4. Катажина ГРОХОЛЯ «Трепет крыльев» [Пер. с польского О.Л.Катречко],  2011 г.
Katarzyna Grochola „Trzepot skrzydeł”, Wydawnictwo Literackie, 2008
5. Ольга ТОКАРЧУК «Дом дневной, дом ночной» [Пер. с польского О.Л.Катречко],319 стр., АСТ, Москва, 2005 г.
Olga Tokarczuk „Dom dzienny, dom nocny”, Wałbrzych, “RUTA”,1998
6. Иоанна ФАБИЦКАЯ «Танцы. До. Упаду. Истерический любовный роман» [Пер. с польского О.Л.Катречко], 352 с., М., РИПОЛ классик, 2010
Joanna Fabicka „Idę w tango. Romans histeryczny”, W.A.B., 2008
РАССКАЗЫ, ФРАГМЕНТЫ КНИГ, ПЬЕСЫ
1. Корнель ФИЛИПОВИЧ «Начало», «Не балуй...», «Физиология», «Финальная сцена» [Пер. с польского О.Л.Катречко], 276-290, 309-323, 367-379 стр. в сб. рассказов «День накануне», 414 стр., М., «Иностранка», 2002
Kornel Filipowicz – „Początek”, „Poprow się...”, „Fizjologia”, „Scena końcowa” z tomiku „Ciemność i światło”, „Opowiadania wybrane”.
2. Ольга ТОКАРЧУК «Взятие Иерусалима. Раттен, 1675», «Журек» [Пер. с польского О.Л.Катречко] в сб.»Игра на разных барабанах», 164-183, 293-305 стр., Москва, НЛО, 2006
Olga Tokarczuk „Gra na wielu bębenkach”, Wałbrzych, „RUTA”, 2001
3. Януш Леон ВИШНЕВСКИЙ „Как хочет мужчина», «Может ли мужчина быть верным» [Пер. с польского О.Л.Катречко], 5-26, 27-72 стр. в сб.«Зачем нужны мужчины?», 288 стр., Москва, Астрель, 2008 г.
Janusz Leon Wiśniewski «Jak pożąda mężczyzna”, „Czy mężczyzna może być wierny” z książki „Czy mężczyźni są światu potrzebni?”, Wydawnictwo Literackie, 2007
4. Ежи СОСНОВСКИЙ «Парк», «Рождество», «Докладная записка», «Ночной маршрут» [Пер. с польского О.Л.Катречко] в сборнике «Ночной маршрут», 272 стр. Москва, АСТ, 2005
Jerzy Sosnowski „Park”, „Boże Narodzenie”, „Raport”, „Linia nocna” z tomiku „Linia nocna”, W.A.B., 2002
5. Тадеуш РУЖЕВИЧ «Сон цветка, сердце дракона», «Ревность», «Лица» [Пер. с польского О.Л.Катречко] в сборнике «Грех», Москва, Текст, 2005
Tadeusz Różewicz “Sen kwiata, serce drakona”, „Zazdrość”, „Twarze” z tomiku „Opowiadania wybrane”, Wydawnictwo Literackie, 1968
6. Чеслав МИЛОШ фрагменты из книг «Азбука Милоша» и «Другая азбука» [Пер. с польского О.Л.Катречко], журнал «Вопросы литературы № 6, 2006
Czesław Miłosz fragmenty książek „Abecadło Miłosza” „Inne abecadło”, Wydawnictwo Literackie, 1998, 1999
7. Станислав ЛЕМ «В тени пирамид», „Semper fidelis” [Пер. с польского О.Л.Катречко] в сборнике «Раса хищников», 32-38, 175-180 стр., Москва, АСТ, 2009
Stanisław Lem „W cieniu piramid”, „Semper fidelis” z tomiku „Rasa drapieżców. Teksty ostatnie”, 2006
8. Марек ПРУХНЕВСКИЙ пьеса «Люцина и ее дети» [Пер. с польского О.Л.Катречко] в сборнике «Антология современной польской драматургии», 463-509 стр. Москва, НЛО, 2010
M Pruchniewski „Łucja i jej dzieci”, 2003
9. Инга ИВАСЮВ «Лучшая пара сезона» [Пер. с польского О.Л.Катречко] в сборнике «Курортные романы», с.52-88, Москва, Астрель, 2009
Inga Iwasiów „Para tamtego sezonu” z tomiku „Wakacyjna miłość”, 2008
10. Влодзимеж КОВАЛЕВСКИЙ «Дом Денглера» [Пер. с польского О.Л.Катречко], журнал «Иностранная литература» № 5, 2007
Włodzimierz Kowalewski „Kamienica Denglera” ze zbioru opowiadań „Światło i lęk”, W.A.B.,2003